# Río Negro (Bolivia-Paraguay)
El río Negro es un río fronterizo compartido por Bolivia y Paraguay que nace en el primer país en el departamento de Santa Cruz, en la zona de los bañados de Otuquis, y discurre en dirección sur hasta su desembocadura en el río Paraguay en el límite trifinio con Brasil, pocos kilómetros al norte de la bahía Negra.
El río recibe este nombre por el color oscuro de sus aguas. Tiene una longitud total de 57 km si se considera solo su curso paraguayo, siendo la continuación del río Bambural el que por su parte antes de divagar por los bañados de Otuquis recibe como principales afluentes al río Tucavaca y al río San Rafael que bajan desde la Serranía de Santiago, con más precisión desde las inmediaciones del cerro Chochis en plena Chiquitania, de este modo si se considera el sistema fluvial río Negro-Bambural-Tucavaca la longitud total es de aproximadamente 400 km.